# Àcid racèmic

Àcid tàrtric

Àcid racèmic és la denominació vulgar de la varietat òpticament inactiva de l'àcid tàrtric, que és una mescla equimolecular dels àcids tàrtrics dextrogir i levogir o (2R,3R)-2,3-hidroxibutandioic i (2S,3S)-2,3-hidroxibutandioic, respectivament.
L'àcid racèmic fou descobert l'any 1820 per Paul Kestner, que produïa industrialment àcid tàrtric a Thann, al departament dels Vosges, en una partida degut a algun canvi accidental en el procés seguit i que no fou capaç de descobrir i repetir. L'anomenà àcid thànnic. El químic suec Jöns Jacob Berzelius (1779-1848) descobrí que té la mateixa composició que l'àcid tàrtric i l'anomenà àcid paratàrtric. L'alemany Leopold Gmelin (1788-1853) l'anomenà àcid úvic i el químic francès Joseph-Louis Gay-Lussac (1778-1850) àcid racèmic, del mot llatí racēmu, 'raïm', perquè s'obté d'ell.
El 1849 el químic francès Louis Pasteur (1822-1895) analitzà l'àcid racèmic que li proporcionà Kestner, perquè s'havia descobert que no presentava activitat òptica mentre que l'àcid tàrtric obtingut del most del raïm sí que en presentava i ambdós tenien la mateixa composició. Pasteur neutralitzà una part d'àcid amb hidròxid d'amoni i una altra part amb hidròxid de sodi, mesclà ambdues dissolucions i evaporà l'aigua obtenint una sal doble, el tartrat d'amoni i sodi, que forma cristalls més grossos que els d'altres tartrats. Així pogué separar amb unes pinces els dos tipus de cristalls que es formaren. Descobrí que aquests cristalls no es podien superposar i que eren una imatge especular de l'altre. Cada tipus de cristall corresponia a un enantiòmer diferent, imatge especular l'un de l'altre, un que girava la llum polaritzada cap a la dreta i l'altra cap a l'esquerra.
A les mescles de qualsevol parella d'enantiòmers en proporcions equimoleculars se'ls anomena mescla racèmica. I al procés d'obtenció d'una mescla racèmica a partir de només un enantiòmer racemització.